# Ben Morea
Ben Morea est un artiste, peintre, et activiste anarchiste américain né en 1940 à Brooklyn, aux origines catalanes. C'est un anarchiste insurrectionnel, prônant la révolution par l'action directe et la guérilla urbaine, notamment au sein du groupe Up Against the Wall Motherfucker (littéralement Contre le mur, enfoiré, abrégé en UAW/MF). Il se décrit lui-même comme un anarchiste animiste. Ben Morea a été l’ami de Murray Bookchin, théoricien du municipalisme libertaire, et aussi de la très controversée Valérie Solanas, féministe ouvertement misandre qui a plus tard tenté d’abattre Andy Warhol,,,.

## Biographie

### Jeunesse et débuts
Il est né en 1940. Quand il a dix ans, sa mère se remarie et ils déménagent à Brooklyn, dans un quartier ghetto. Dans son adolescence, il tombe dans l'héroïne. Alors qu'il suit une cure de désintoxication en prison, il découvre deux de ses passions de longue date, qui sont aussi son salut: la peinture et la lecture,.
Au début des années 60, c'était un peintre expressionniste abstrait qui marquait sa radicalité en s'habillant entièrement de noir. Plus tard dans la décennie, il avait l'habitude de se pavaner autour de St. Marks Place et de la Deuxième Avenue, avec les cheveux longs et barbu comme de nombreux hippies, mais au lieu de se parer de fleurs et de perles, il portait une veste en cuir, un cran d'arrêt et colportait des manifestes pleins de poésie énigmatique et d'agitprop en colère. Dans ces années, il s'est lié d'amitié avec les cofondateurs du Living Theatre, une compagnie de théâtre expérimental dont les performances lâches et stimulantes prédisent le style contre-culturel à venir.
En 1966 il fonde avec le poète Dan Georgakas le groupe Black Mask et son journal bimensuel éponyme. Dix numéros de Black Mask parurent jusqu'en 1968, à 5 cents l'unité, prix symbolique ayant pour but de s'assurer que le journal ne serait pas jeté à la poubelle. Aujourd'hui, les numéros de ce journal valent plusieurs centaines de dollars. Le groupe participe à la Angry Arts Week, littéralement Semaine des Arts en Colère, un événement contre la guerre du Viet-Nam organisé par différents artistes radicaux basés dans le Lower East Side, à New York.

### Up Against the Wall Motherfucker
En 1968, Up Against the Wall Motherfucker succède à Black Mask, avec certaines personnes rencontrées lors de cette Angry Arts Week. Leur nouveau nom vient du poème "Black People!" d'Amiri Baraka. Ces fondateurs en parlent comme d'un « street gang with analysis » (gang de rue avec de l'analyse). Le noyau dur était composé d'une cinquantaine de personnes, avec une centaine d'autres membres qui gravitaient autour, organisés en plusieurs groupes d'affinité. Mais il n'y avait pas de système d'inscription ni de comité central, n'importe qui pouvait en être membre.
Leurs rangs comprenaient des décrocheurs des universités de l’Ivy League, des autodidactes et des gens de la rue à peine alphabétisés. UAW/MF est un groupe d'affinité anarchiste avec des influences de dadaïsme et de situationnisme, plus discret et violent, qui mène de nombreuses actions directes dans Lower East Side, notamment en parallèle du mouvement de Mai 68. Ils aident aussi les gens dans la nécessité de leur quartier. Bien que sympathiques à l'égard des hippies, ils se moquaient de leurs fantasmes fleuris et réprouvaient la faiblesse de leurs actions. Ils avaient des liens ténus avec les Étudiants pour une société démocratique, la principale organisation politique de la Nouvelle Gauche, mais reculaient devant les débats intellectuels sectaires et considéraient même les étudiants les plus militants comme cloîtrés et peu fiables. Les Yippies, obsédés par les médias, étaient pour eux trop joueurs ; ils considéraient les Black Panthers comme trop rigidement hiérarchisés et doctrinaires. Le groupe auquel ils ressemblaient le plus était probablement les Diggers de San Francisco, un collectif à tendance artistique et à l'esprit utopique qui défendait une philosophie de liberté personnelle maximale et qui avait mis en place diverses « contre-institutions » autour de Haight-Ashbury. Les Motherfuckers se sont à l'époque fait un nom et ont eu de l'influence dans les milieux radicaux américains et même un peu à l'international. Abbie Hoffman les qualifiait de « cauchemar des classes moyennes » et de phénomène « anti-médiatique simplement parce que leur nom ne pouvait être imprimé ».
C'est à cette époque que son groupe entre en contact avec l'Internationale Situationniste, d'abord par le biais d'un situationniste allemand, qui les décrit comme idéalistes et sauvages à ses compagnons. Raoul Vaneigem rencontre Dan Georgakas, qu'il considère à l'issue de cette rencontre comme un poète idéaliste, mystique et spirituel. Un constat partagé par Ben Morea - bien qu'ami de Georgakas -, mais qui leur vaudra à tous les deux une mauvaise réputation auprès des situationnistes.
Il rencontre aussi Valérie Solanas en 1968, alors qu'il vend des exemplaires de Black Mask, qu'elle achète en lui échangeant contre un exemplaire de son propre manifeste, SCUM. Après sa tentative d'assassinat d'Andy Warhol, les Motherfuckers organisent un spectacle de rue en son nom. Le film I shot Andy Warhol sous-entend que Solanas s'est servi d'une arme ayant appartenu à Ben Morea ; ce n'est en réalité pas le cas.
C'est enfin dans ces années-là qu'il rencontre Raya Dunaskaya, la secrétaire de Trotski, à Détroit, mais leur rencontre se passe mal et elle le chasse de chez elle.

### Fin de vie
Après la dissolution des Motherfuckers, Morea et sa femme ont vécu à cheval pendant cinq ans dans les montagnes de Sangre de Cristo aux côtés des amérindiens, chassant et cueillant illégalement et évitant constamment le service forestier. Plus tard, il est devenu bûcheron et s'est blessé à la jambe avec une tronçonneuse, le rendant boiteux, tandis que son refus de porter des bouchons d'oreilles a affaibli son ouïe.
En 2023, il est présent aux Rencontres Internationales Anti-Autoritaires de 2023 à Saint-Imier en Suisse.

## Positions
Ben Morea considère que l'art révolutionnaire doit être « une partie intégrante de la vie, comme dans une société primitive, et non un appendice à la richesse ». Il critique aussi la façon dont la contre-culture est assimilée par le système capitaliste. Il connaissait Andy Warhol, et le détestait, car selon lui il aurait transformé l'art en produit.
Il est un défenseur de la consommation de drogues psychédéliques pour faire de l'art, notamment le LSD.
Il est un partisan de l'action directe, ce qui l'oppose à son ami Murray Bookchin qui lui fait passer en premier la prise de conscience.